# ل لیژ
ل لیژ (به فرانسوی: Le Liège) یک کمون در فرانسه است که در Canton of Montrésor واقع شده‌است.

## خصوصیات
ل لیژ ۱۱٫۱۵ کیلومترمربع مساحت و ۳۴۲ نفر جمعیت دارد.